# Сніжне
Сніжне́ (до 1864 — Василівка) — місто (з 1938 р.) в Україні, у Горлівському районі Донецької області. Адміністративний центр Сніжнянської міської громади. Тимчасово перебуває під російською окупацією.
Населення у 2019 р. — 46 377 мешканців (2001 — 58 496, 1989 — 68 857).
Кам'яновугільні шахти, промкомбінат, завод хімічного машинобудування, швейна фабрика тощо; 4 професійно-технічних училища, гірничий технікум. Видобуток антрациту почато 1900 року.

## Історія

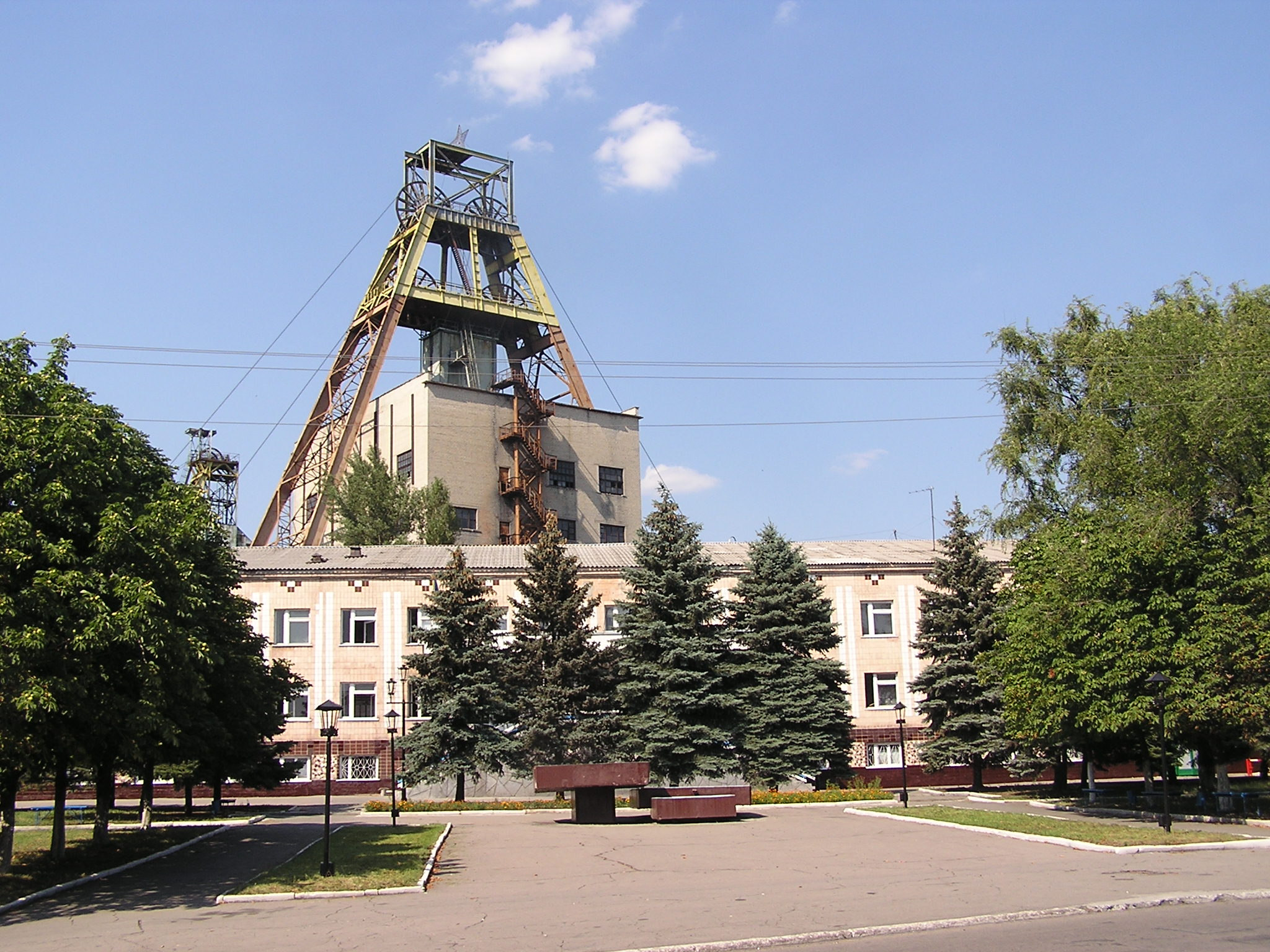
Шахта № 9 «Ударник»

### Історія заснування
Місто починалося як невелике поселення із назвою Василівка 1784 року. Назване на честь старшини Донського козацького війська Івана Васильєва, що заклав тут заїжджий двір. Заселення селянами відбулося після 1820 року.
Міська легенда засвідчує, що назву «Сні́жне» поселення отримало від самої Катерини II, коли під час однієї зимової подорожі її екіпаж застряг у снігу в одному з численних ярів. Згодом у місцевих говірках закріпився інший наголос, на останньому складі. Жодних підтверджень ця легенда не має.
У XIX сторіччі починається вуглевидобування, росте кількість шахт.

### Визвольні змагання 1917—1922
Рудничний комітет Ремівських копалень 28 травня 1917 року звернувся через Раду робітничих депутатів Чистяківського гірського району до Головного правління Південноросійського гірничопромислового товариства з вимогою звільнити керівника шахти за його грубість і непримиренність із робітниками. Позаяк громада барилася з рішенням, люди самотужки заарештували й прогнали його з копальні. 10 серпня 1917 року відбулися перевибори Ради робітничих депутатів Чистяківського гірського району. З 56 депутатських місць більшість отримали більшовики.
14 жовтня в селищі відбулася 4 районна конференція рудкомів Чистяківського району, в якій взяли участь 66 делегатів від 19 рудкомів. Конференція запропонувала обрати на Другий всеросійський з'їзд рад І. І. Сизранцева.посилання→
До 1920 року місто переходило то до «червоних», то до «білих». Руйнувалися шахти, здійснювалися розстріли й всіляко нищилася інфраструктура: було затоплено шахти та зруйновано господарські будівлі. Лише у січні 1920 року в Сніжному встановилася постійна влада. Почалася ліквідація наслідків війни, зокрема, шахтарі почали відновлення затоплених шахт.
Усі, хто був проти більшовиків об'єдналися до повстанських загонів, що боролися з радами. В околицях міста діяла група Корсуна.
У 1920 році в Сніжному завершили націоналізацію шахт. Керівництво ними перейшло до Чистяківського кущового управління вугільної промисловості..

### Друга світова війна
Місто Сніжне захоплено нацистськими військами у жовтні 1941 року. 1943 року в районі Сніжного протягнувся Міуський фронт, його найукріпленіша точка — гора Савур-могила, що стоїть за декілька кілометрів від Сніжного, не давала змоги звільнити місто впродовж тривалого часу. Дата звільнення — 1 вересня 1943 року (тепер це день міста), усього за 8 днів до звільнення Донбасу (8 вересня 1943).[джерело?]

### Війна на сході України
Під час війни у 2014 році на сході України контроль над містом Сніжне був однією з важливих задач — до російсько-українського кордону від міста — всього 18 км, де розташовані лише кілька сіл: Степанівка, Маринівка. Одразу ж за Сніжним і до самої Макіївки та Донецька проходить траса Н21, що йде практично суцільною агломерацією Торез-Шахтарськ-Зугрес-Харцизьк, під прикриттям якої можна було безперешкодно перекидати техніку, вантажі й особовий склад.
У перших числах червня 2014 року місто було перетворене на фортецю бойовиків.
15 липня 2014 року, зранку, по центру міста було завдано авіаудар, що серед іншого зачепив і житловий будинок. В результаті вибуху і під завалами будинку загинуло 11 осіб. посилання→

### Російсько-українська війна
25 червня місцеві мешканці зафільмували декілька прильотів ракет, але вони не викликали каскадної детонації снарядів.
Рано вночі 4 липня 2022 року українські військові високоточними ракетними ударами знищили великий склад боєприпасів російських окупантів. На той час фронт знаходився на відстані близько 70 км від міста.
Склад був облаштований на території підприємства «Хіммаш».
З огляду на відео, на цьому складі боєприпасів розміщувались значна кількість артилерійських боєприпасів та реактивні снаряди і для важких РСЗВ.

## Населення

### Національний склад
Національний склад населення Сніжнянської міськради за переписом 2001 року
|          | чисельність | частка, % |
| українці | 42 624      | 51,3      |
| росіяни  | 37 430      | 45,1      |
| білоруси | 797         | 1,0       |
| татари   | 738         | 0,9       |
| вірмени  | 172         | 0,2       |
| греки    | 126         | 0,2       |

### Мовний склад
Рідна мова населення за даними перепису 2001 року:
| Мова            | Чисельність, осіб | Відсоток |
| --------------- | ----------------- | -------- |
| Російська       | 49 249            | 84,07%   |
| Українська      | 8 670             | 14,80%   |
| Вірменська      | 57                | 0,10%    |
| Білоруська      | 49                | 0,08%    |
| Румунська       | 11                | 0,02%    |
| Інші/Не вказали | 542               | 0,93%    |
| Разом           | 58 578            | 100%     |

За даними перепису 2001 року населення міста становило 58 578 осіб, із них 14,8 % зазначили рідною мову українську, 84,07 % — ⁣російську, 0,1 % — ⁣вірменську, 0,08 % — ⁣білоруську, 0,02 % — ⁣молдовську, 0,01 % — ⁣циганську та грецьку, а також німецьку, угорську та болгарську мови

## Економіка
У місті працює низка підприємств, серед них Сніжнянський машинобудівний завод Мотор Січ.

## У культурі
Частина подій фільму «Імпорт Експорт» (2007) відбувається в Сніжному. Також тут знімався документальний фільм «Копанка номер 8» (2010).

## Пам'ятки

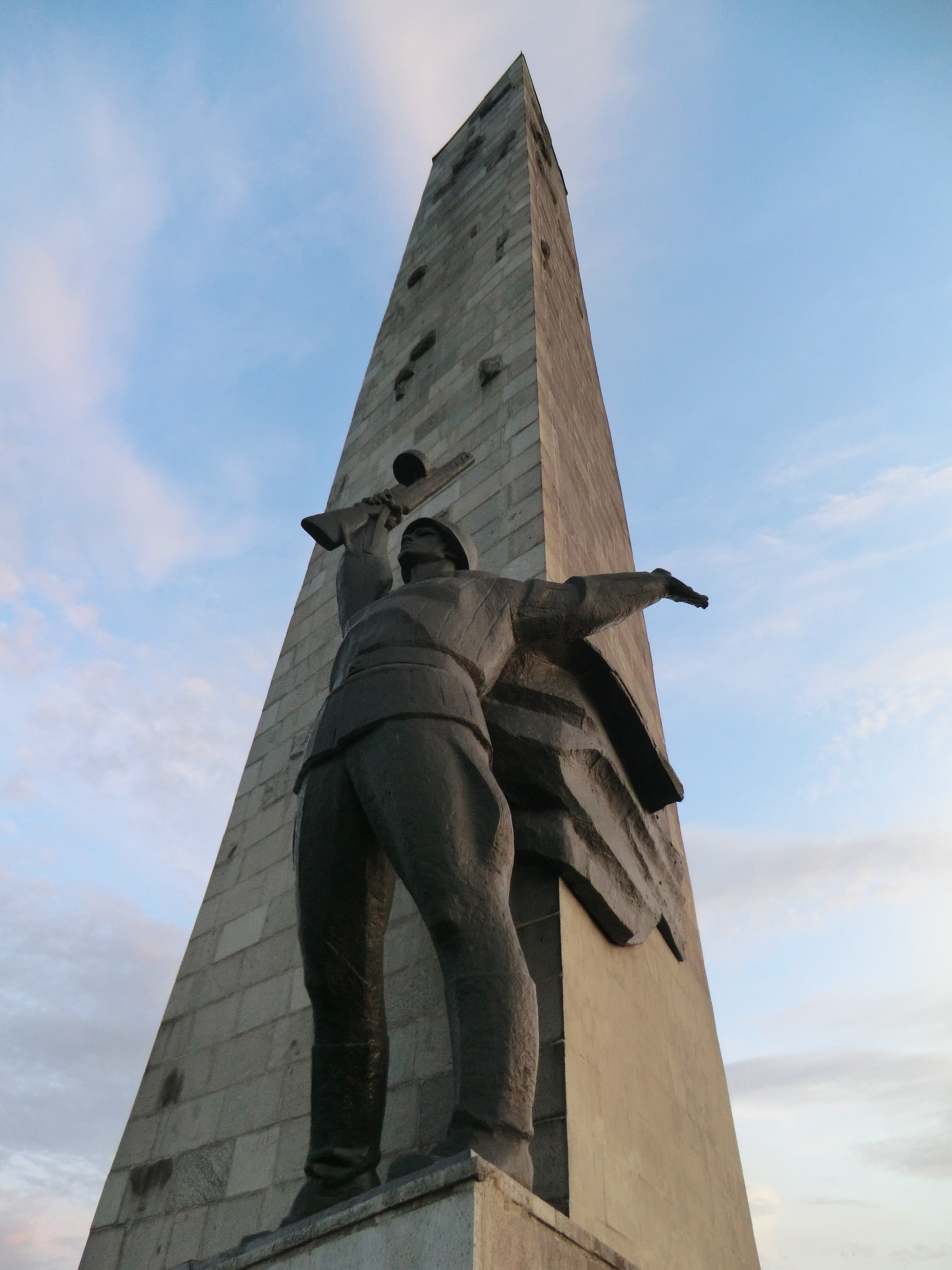
Монумент на вершині Савур-могили

У місті на обліку перебуває 43 пам'ятки історії. Серед осіб, яким присвячено найбільшу кількість пам'яток району, першу позицію займає Ленін — йому в місті встановлено 4 пам'ятники (за цим показником Сніжне займає третю позицію серед міст Донеччини після Донецька та Єнакієвого). 14 пам'яток — братські могили радянських воїнів і партизанів.
Біля міста розташований меморіальний комплекс «Савур-могила» — висота, за яку в серпні 1943 вели запеклі бої з нацистськими військами частини 5-ї ударної армії Південного фронту.
У 1967—1975 на Савур-Могилі споруджено меморіальний комплекс у пам'ять про радянських вояків, загиблих при штурмі висоти й прориву німецької оборонної лінії на річці Міус. Значно пошкоджений під час російського вторгнення 2014 року.
У Сніжному розташований лісовий заказник — Урочище Леонтьєво-Байрацьке. У заказнику ростуть рослини, занесені до Червоної книги України. Леонтіївський ліс, що входить до складу заказника, за легендою був посаджений у пам'ять про загиблого козака Леонтьєва, брата Клима Савура, на честь якого за легендою названа розташована неподалік Савур-могила.

## Люди

### Народилися
.Лебідь Віктор Олександрович(нар.1955р)-Український архівіст,заступник голови Херсонської обласної державної адміністрації(2000-2004рр),Директор державного архіву Херсонської області (2015-2020рр),лауреат премії імені Василя Веретеннікова.
- Сніжний Віталій Сергійович (1898—1937) — український поет і письменник, журналіст доби Розстріляного відродження.
- Яценко Олександр Іванович (1929 — 1985) — український філософ.
- Карась Станіслав Васильович — (1936—2009) — український вчений, гірничий інженер-електромеханік, доктор технічних наук, професор;
- Морозенко Павло Семенович (1939 — 1991) — український актор театру і кіно, заслужений артист УРСР.
- Сіренко Геннадій Олександрович (нар. 1940) — український хімік, історик, доктор технічних наук.
- Добров Петро Васильович (нар. 1943) — радянський і український історик, доктор історичних наук, декан історичного факультету Донецького національного університету (1999—2014 рр.).
- Комаров Володимир Олексійович (1954—2011) — український історик, доктор педагогічних наук, професор.
- Насташенко Ігор Леонідович (* 1965) — доктор медичних наук, професор.
- Пилипчук Роман Михайлович (нар. 1967) — радянський і український футболіст, тренер, майстер спорту СРСР.
- Макаренко В'ячеслав Володимирович (1987—2014) — рядовий МВСУ, учасник російсько-української війни[12]
- Марченко Кирило Андрійович (1991—2022) — сержант Національної гвардії України, учасник російсько-української війни.
- Готфрід Анастасія Сергіївна (* 1996) — українська та грузинська спортсменка-важкоатлетка.

### Мешкали
- Путілін Степан Романович (1907—1975) — знаний шахтар, Герой Соціалістичної Праці.

## Галерея

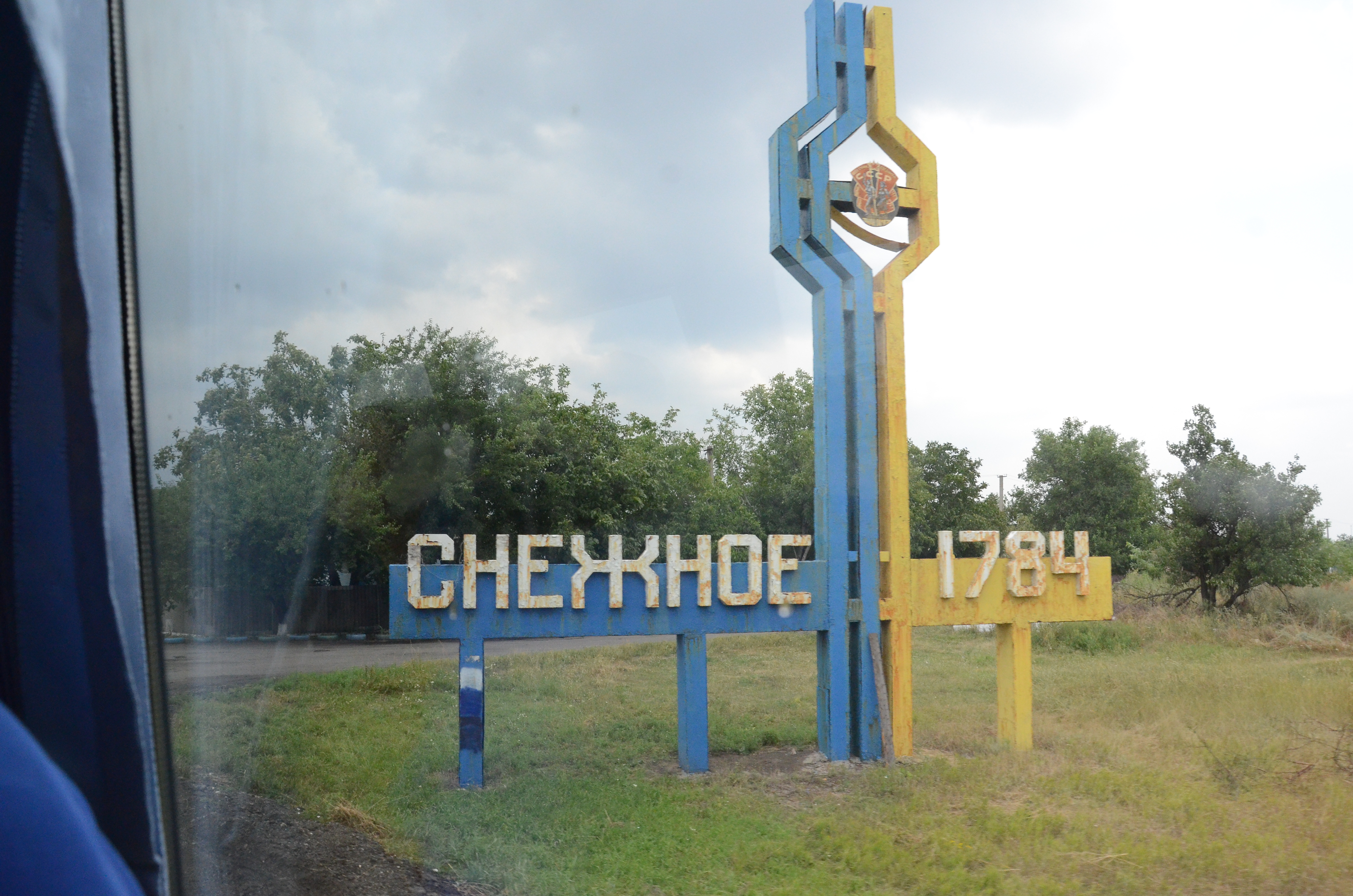
Стела при в'їзді до міста
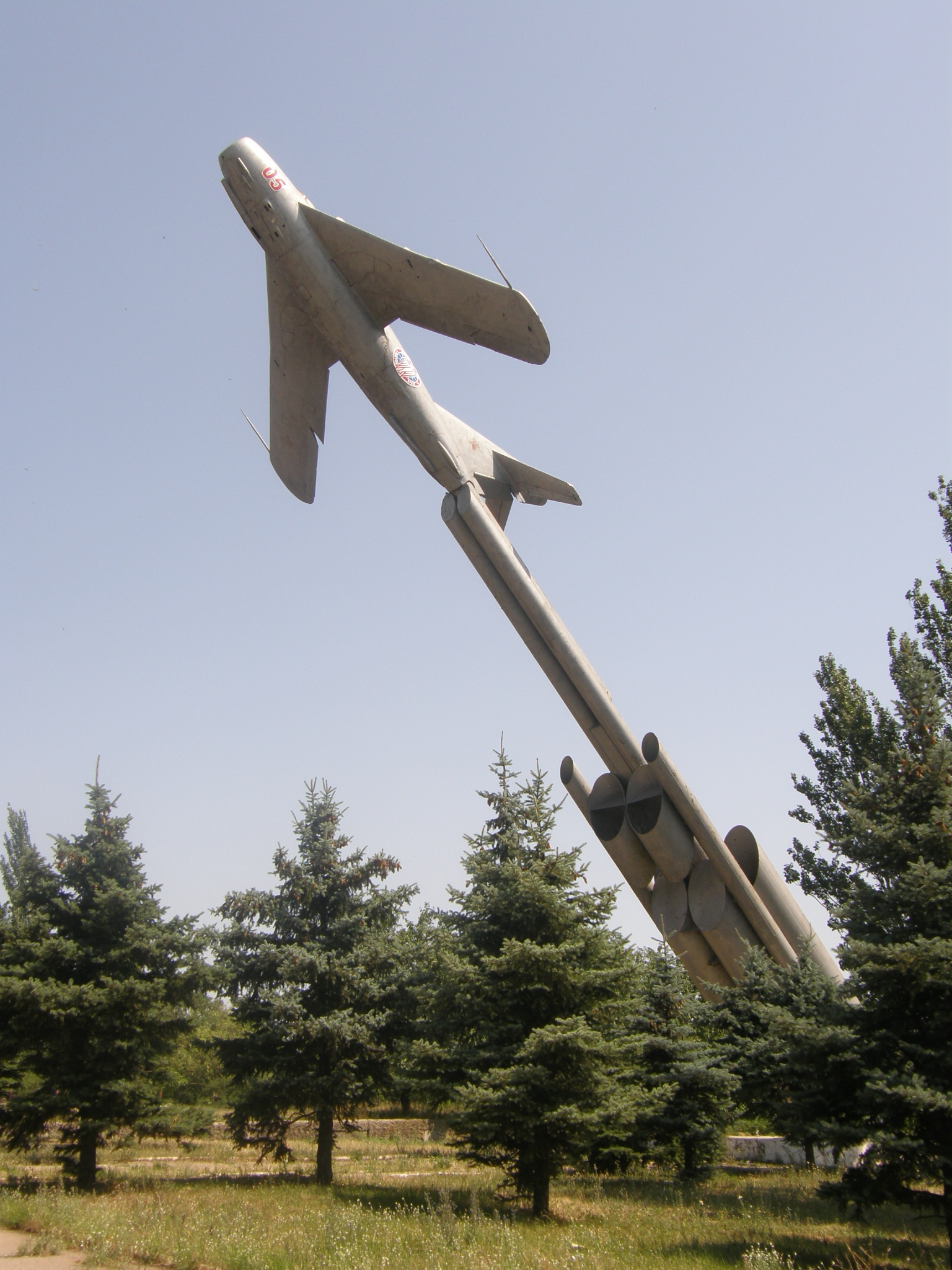
Пам'ятник Гагаріну
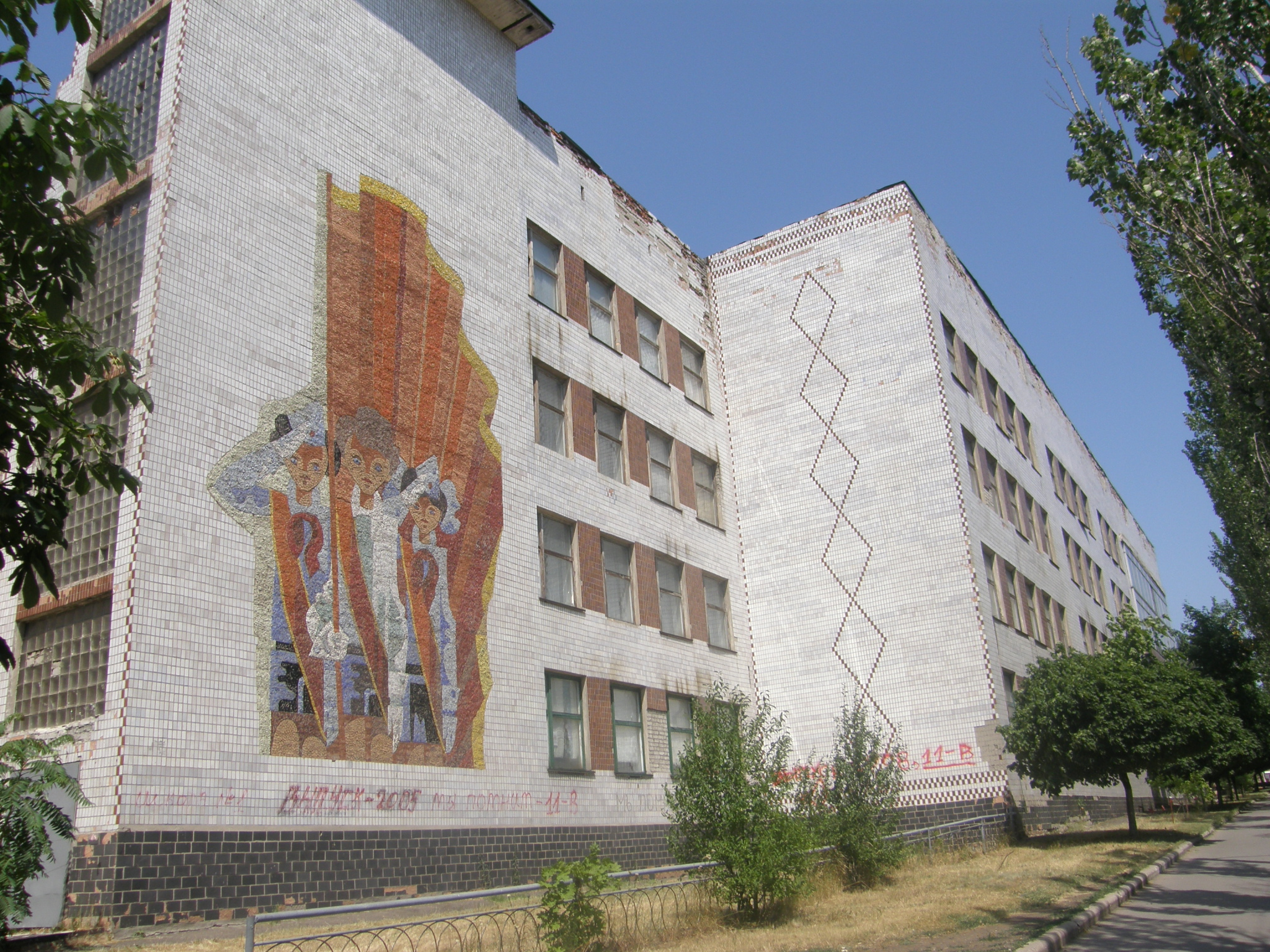
Школа №1
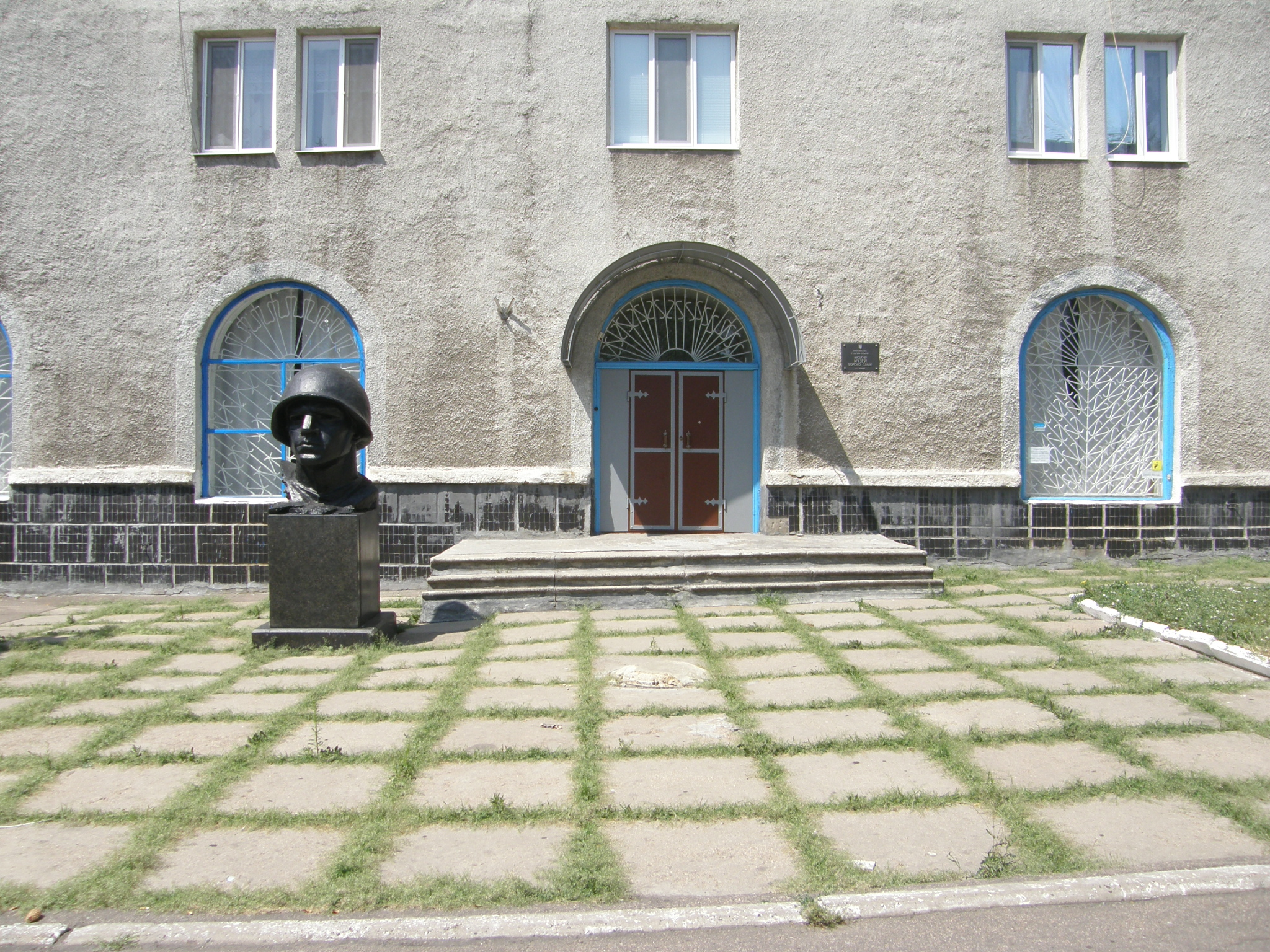
Музей бойової слави
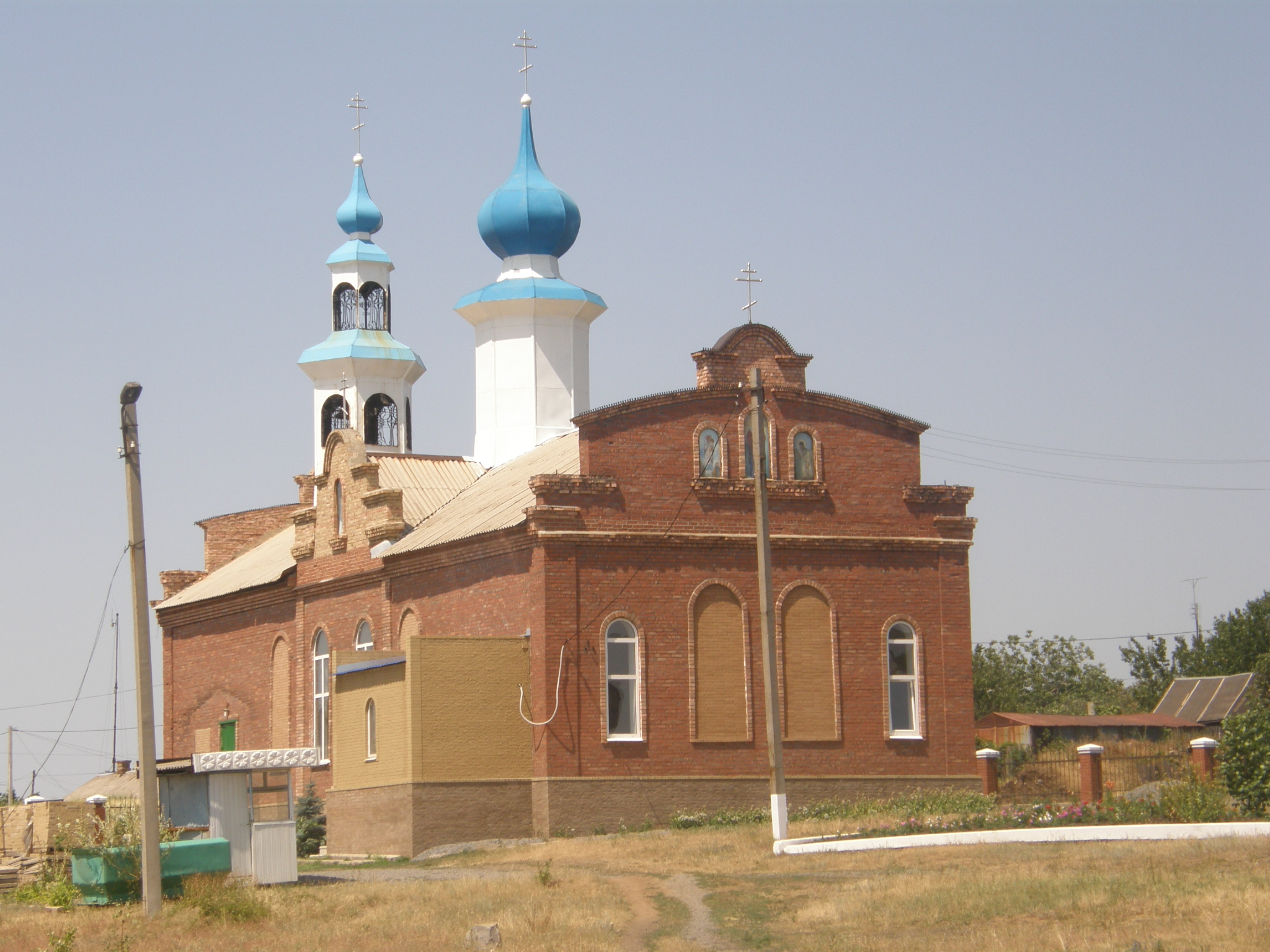
Храм на 10 шахті
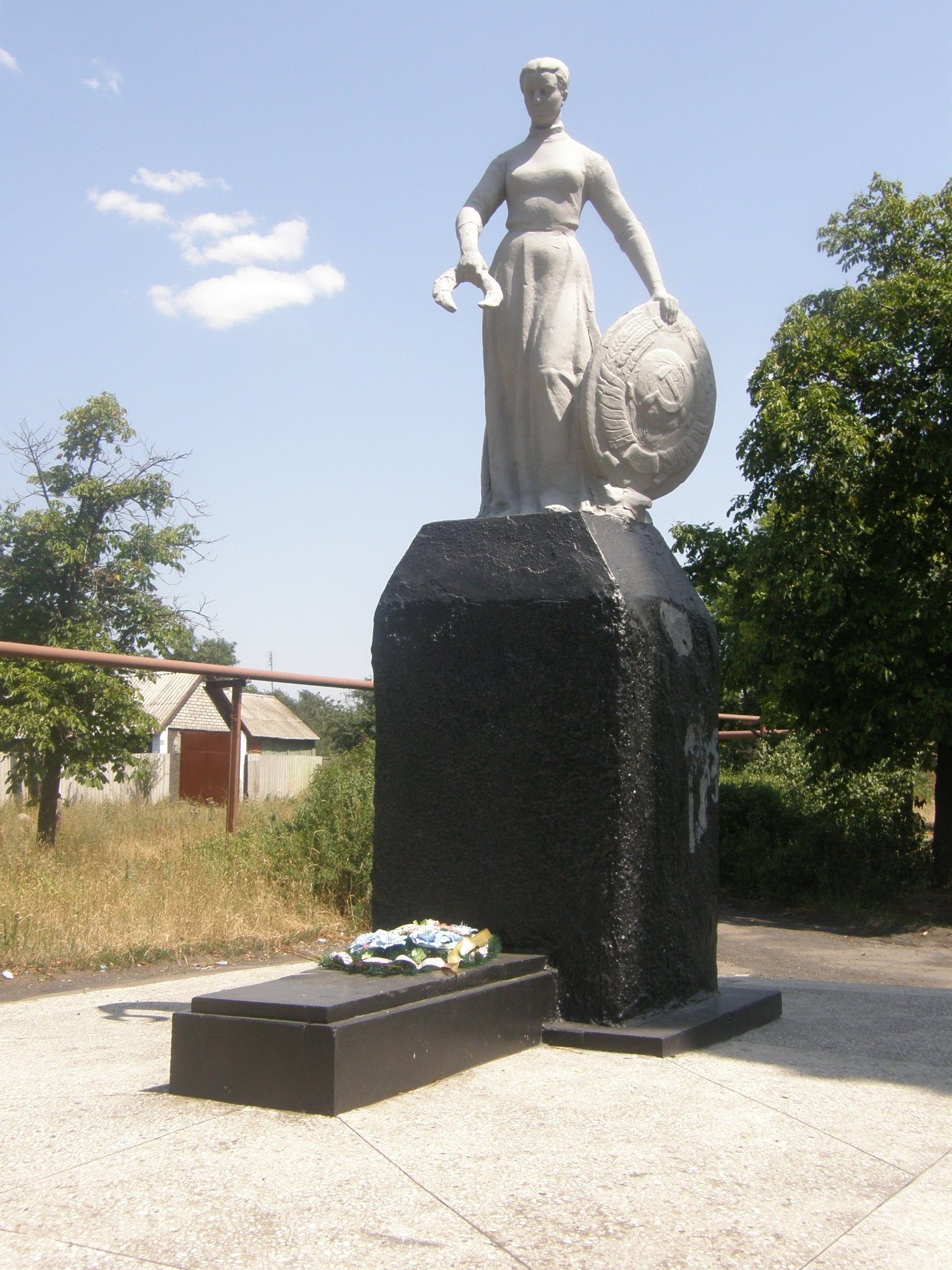
Пам'ятник жінкам-пілотам
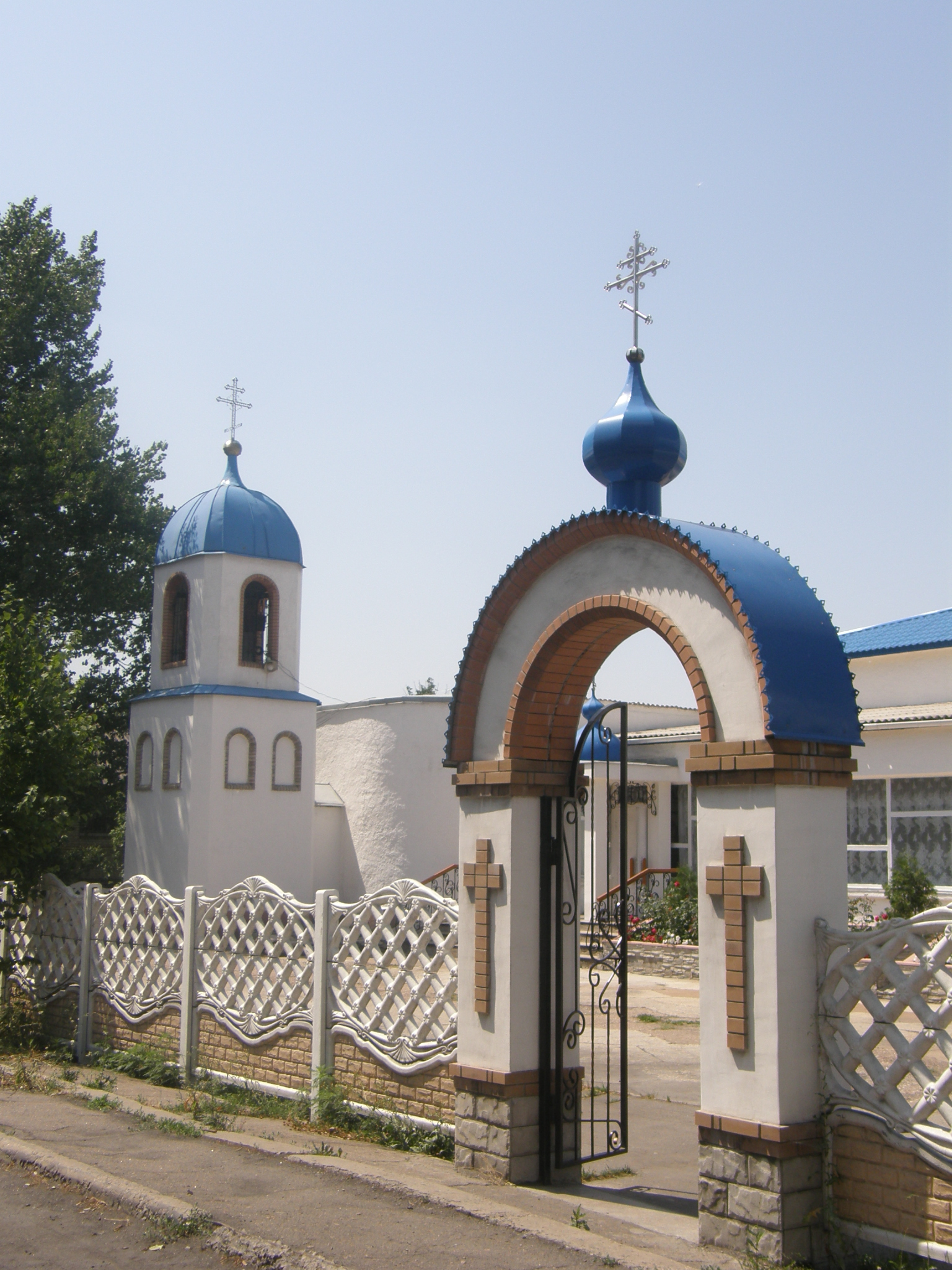
Свято-Дмитрівський храм
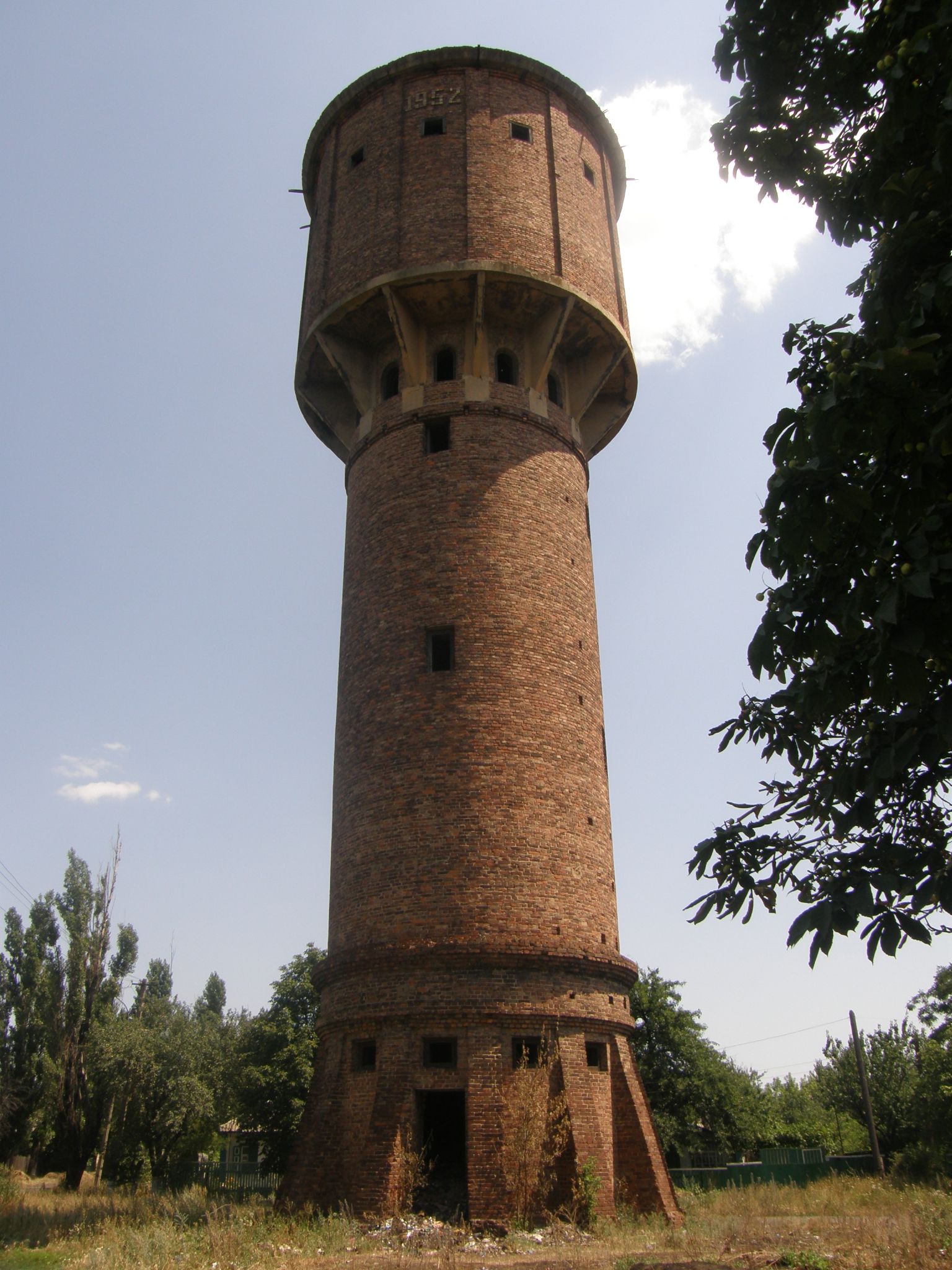
Водонапірна башта
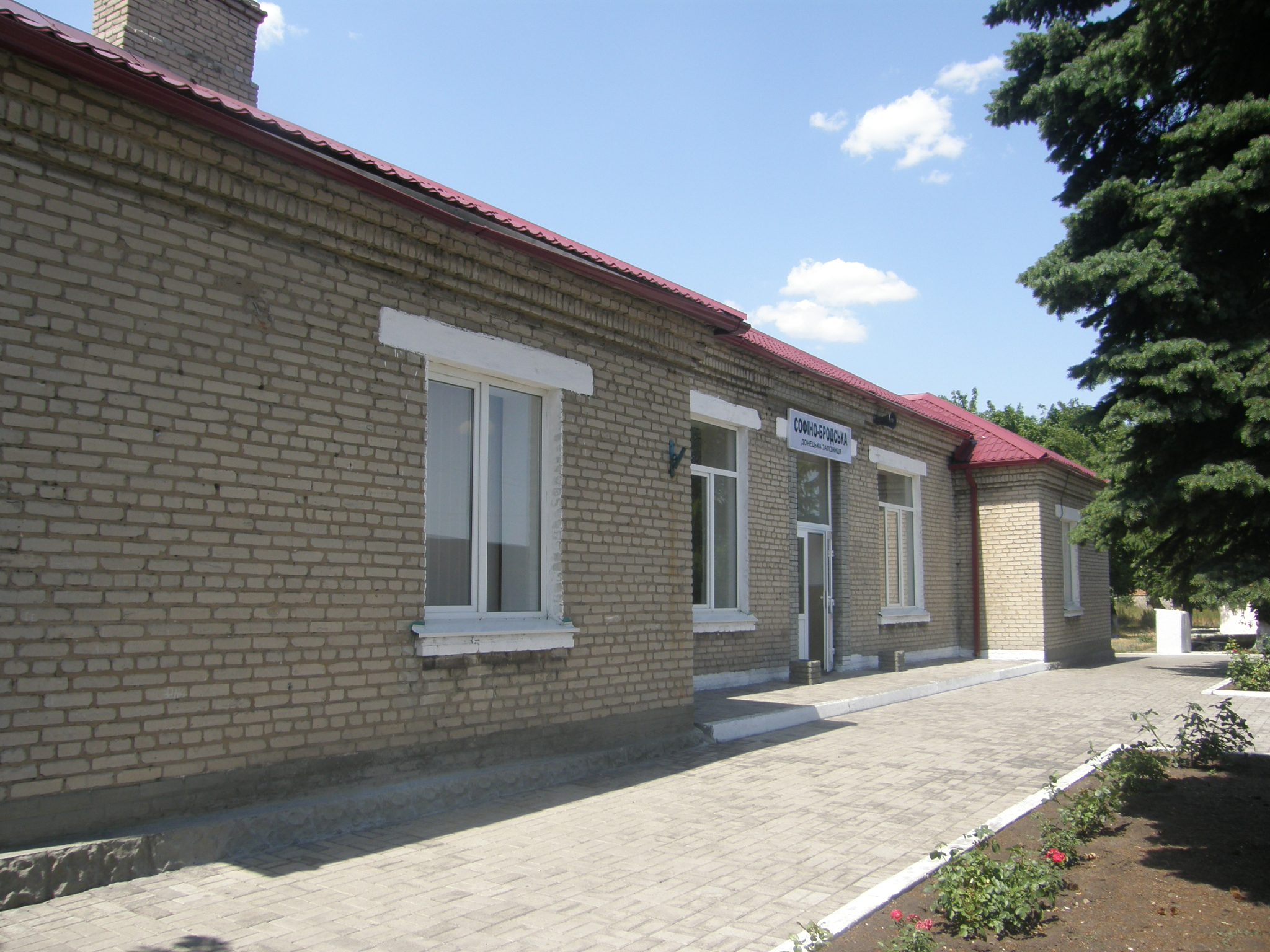
Залізнична станція «Соф'їно-Брідська»

## Додаткові джерела
- Сніжне — Інформаційно-пізнавальний портал | Донецька область у складі УРСР [Архівовано 19 жовтня 2014 у Wayback Machine.] (На підґрунті матеріалів енциклопедичного видання про історію міст та сіл України, том — Історія міст і сіл Української РСР. Донецька область. — К.: Головна редакція УРЕ АН УРСР, 1970. — 992 с.)